# シムロン
座標: 北緯32度42分13秒 東経35度12分50秒 / 北緯32.70361度 東経35.21389度
シムロン（英語: Shimron, ヘブライ語: שִׁמֶרוֹן, שמע'ון Shim'onとも）は、旧約聖書に登場するゼブルン族の町の名前である。シムロン・メロンと同じであると言われる。
シムロンは元カナン人の町でイスラエル人のカナン侵攻の時に、ハツォルと共に、ヨシュアに抵抗した。
ナザレの西7km現在のテル・エス・サンムニエにあたるのではないかと言われる。